# Bernard Madrelle
Pour les articles homonymes, voir Madrelle.
Bernard Madrelle, né le 27 avril 1944 à Saint-Seurin-de-Cursac (Gironde) et mort le 25 septembre 2020 à Blaye, est un homme politique français, membre du Parti socialiste.
À l'instar de son frère aîné Philippe Madrelle, il s'est engagé dans la vie politique du département de la Gironde (et plus particulièrement dans la Haute-Gironde et le Blayais) en étant tour à tour député, maire et conseiller général.

## Biographie
Bernard Madrelle est le fils de Jacques Madrelle (1911-2004), élu maire de la commune de Saint-Seurin-de-Cursac en 1947. 
Son frère, Philippe Madrelle (1937-2019), personnalité politique emblématique du département de la Gironde, a été sénateur et président du Conseil général.
Député à plusieurs reprises entre 1978 et 2007, il a également exercé les fonctions de maire de Saint-Seurin-de-Cursac, le berceau familial, et de Blaye. Il est décédé le 25 septembre 2020 des suites d'un cancer du foie.

## Synthèse des mandats

### Maire
- 07/03/1983 - 12/03/1989 : maire de Saint-Seurin-de-Cursac
- 20/03/1989 - 2008 : maire de Blaye

### Conseil général de laGironde
- 14/03/1976 - 18/03/2001 : Conseiller général de la Gironde, élu du Canton de Blaye

### Conseil régional
- 17/03/1986 - 27/06/1988 : membre du conseil régional d'Aquitaine

### Député de la Gironde
- 03/04/1978 - 01/04/1986 : député
- 06/06/1988 - 01/04/1993 : député
- 01/06/1997 - 01/06/2007 : député